# 가부라키 미즈키
가부라키 미즈키(일본어: 鏑木 瑞生, 2000년 5월 28일~)는 일본의 축구 선수이다.

## 구단 경력
그는 2023년 J2리그의 이와키 FC에 입단했다. 2024년 8월 J3리그의 반라우레 하치노헤로 이적했다.